# 芳溪镇
芳溪镇，是中华人民共和国江西省宜春市宜丰县下辖的一个乡镇级行政单位。

## 行政区划
芳溪镇下辖以下地区：
芳溪集镇社区、上屋村、下屋村、香源村、庙前村、芭蕉村、蕉溪村、刁枥村、芳溪村、新村、南田村、城溪村、塘头村、简家村、花田村、杨木村、石陂村、禾埠村、溪浒村和万丰村。